# Limonia karafutonis
Limonia karafutonis är en tvåvingeart som beskrevs av Alexander 1924. Limonia karafutonis ingår i släktet Limonia och familjen småharkrankar. Inga underarter finns listade i Catalogue of Life.